# Hölicks kapell
Hölicks kapell är en kyrkobyggnad i Hölick på Hornslandet öster om Hudiksvall. Kapellet tillhör Hudiksvallsbygdens församling i Uppsala stift.
Kapellet som invigdes av dåvarande ärkebiskop Nathan Söderblom år 1930 ligger på en höjd nära havet. Det är en liten träbyggnad med sadeltak täckt av lertegel. Fasaderna är klädda med rödmålad träpanel. Långhuset har vitmålade, spröjsade fönster med fönsterluckor. En klockstapel i trä är uppställd vid sidan av vapenhuset. 
Över mittgången hänger ett votivskepp. 
Gudstjänster och förrättningar hålls i kapellet sommartid.
Altartavlan är målad av Gösta Bohm och kapellet är ritat av arkitekt Rolf Engströmer.